# Perodua Aruz
Perodua Aruz — субкомпактный кроссовер, запущенный в производство в 2019 году малайзийским автопроизводителем Perodua на базе Daihatsu Terios. 

## Описание
Perodua Aruz был запущен в производство 15 января 2019 года. Название «Aruz» произошло от малайского слова «arus», означающего «поток».
Предсерийный экземпляр был представлен в декабре 2018 года в средствах массовой информации, однако бронирование автомобиля открылось 3 января 2019 года. На момент запуска было сделано 2200 бронирований.
Вместимость Perodua Aruz составляет 7 мест для сидения. Комплектации: 1.5 X и 1.5 AV (Advance). Коробка передач — четырёхступенчатая автоматическая.
К марту 2019 года было поставлено 4000 единиц Perodua Aruz, а общее количество заказов составило 14000. К началу июня 2019 года было поставлено около 13000 единиц Perodua Aruz, а общее количество бронирований составило 25000.
13 апреля 2021 года Perodua Aruz поступил в продажу в Сингапуре в комплектации 1.5 X.

## Безопасность
| Общее количество звёзд            | 5 из 5 звёзд · 5 из 5 звёзд · 5 из 5 звёзд · 5 из 5 звёзд · 5 из 5 звёзд |
| Взрослый пассажир                 | 31.14/36.00                                                              |
| Ребёнок                           | 41.19/49.00                                                              |
| Помощь в обеспечении безопасности | 16.00/18.00                                                              |

## Галерея

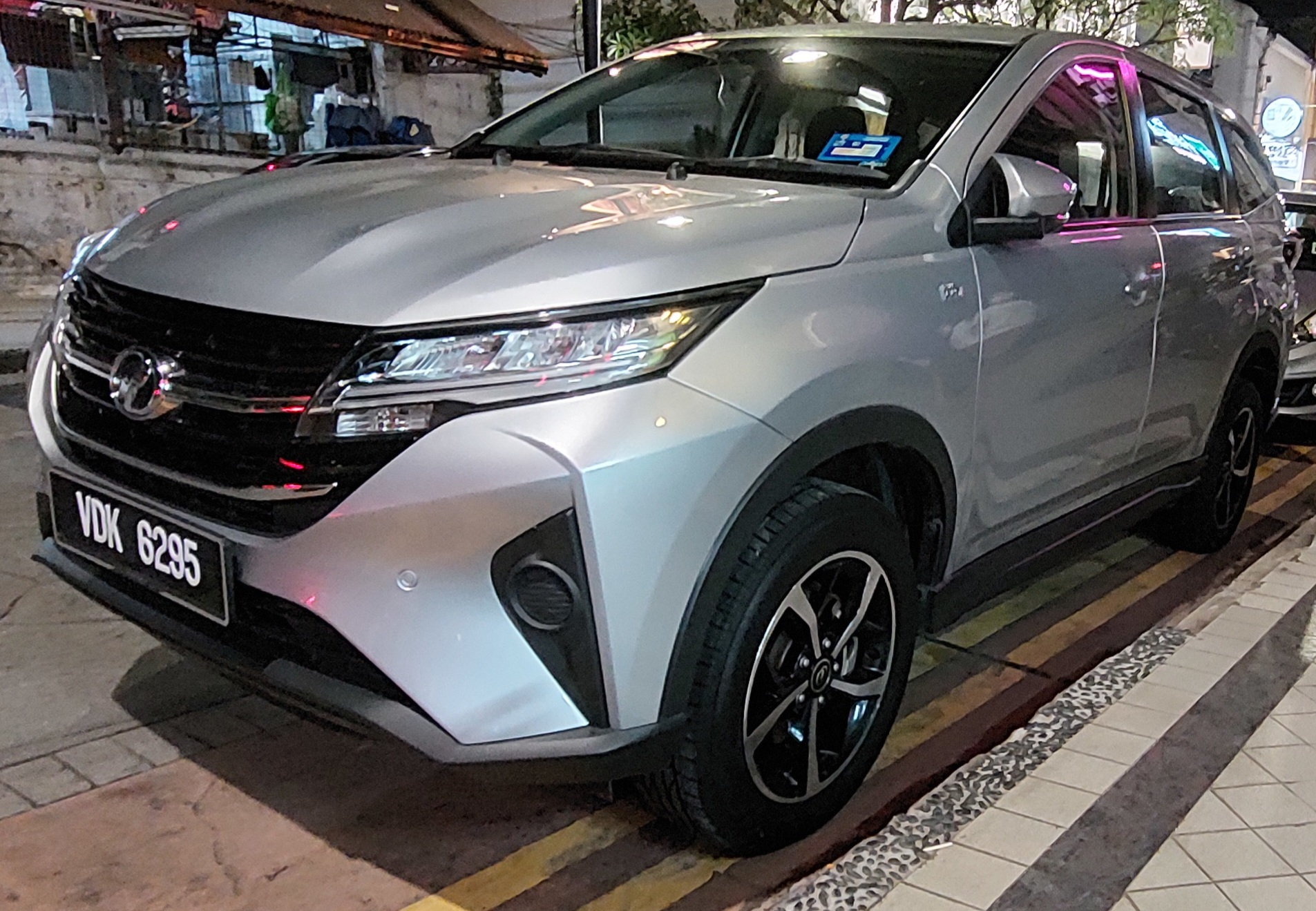
2020 Perodua Aruz X
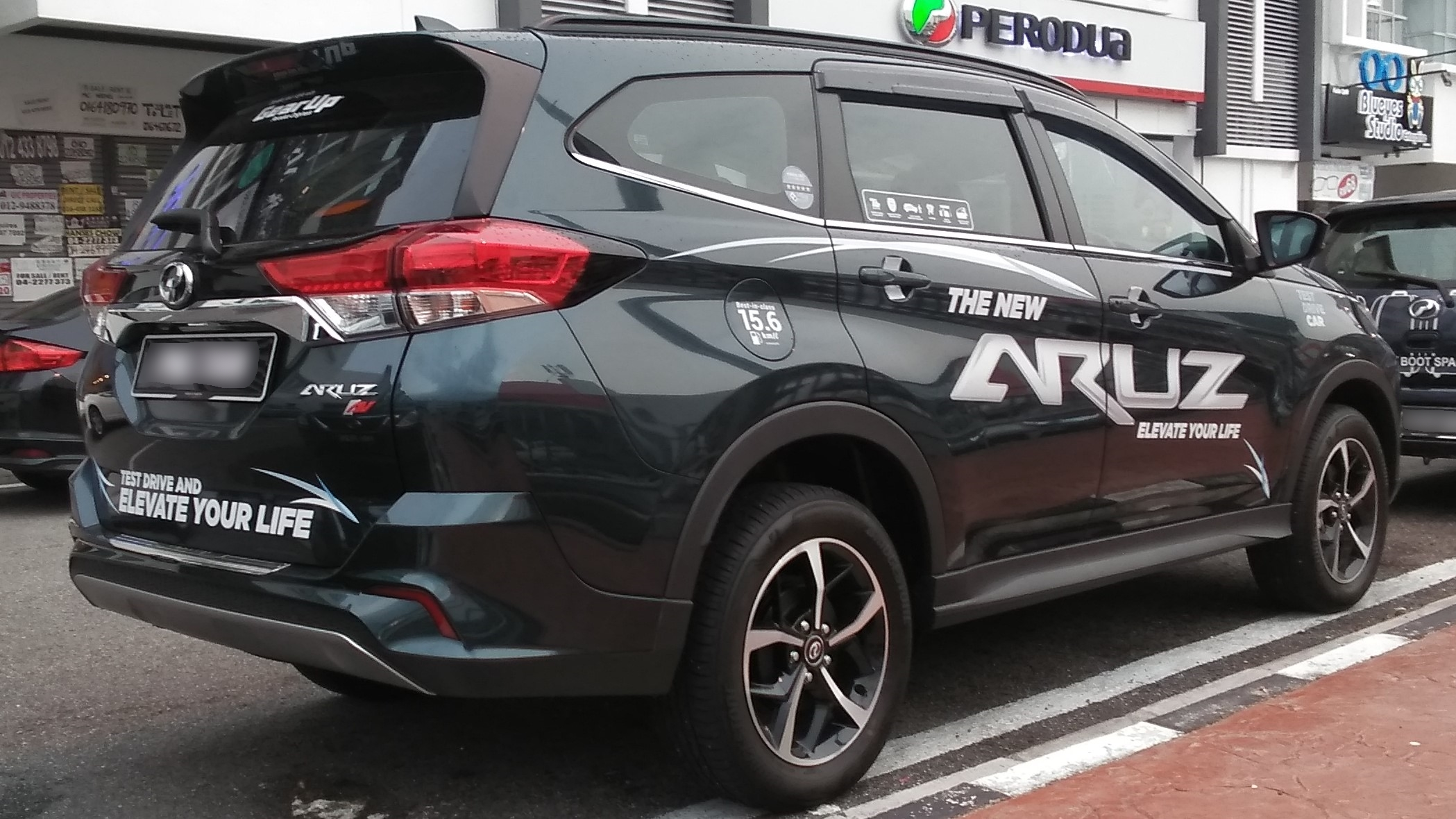
2019 Perodua Aruz AV (F850RG, Малайзия)
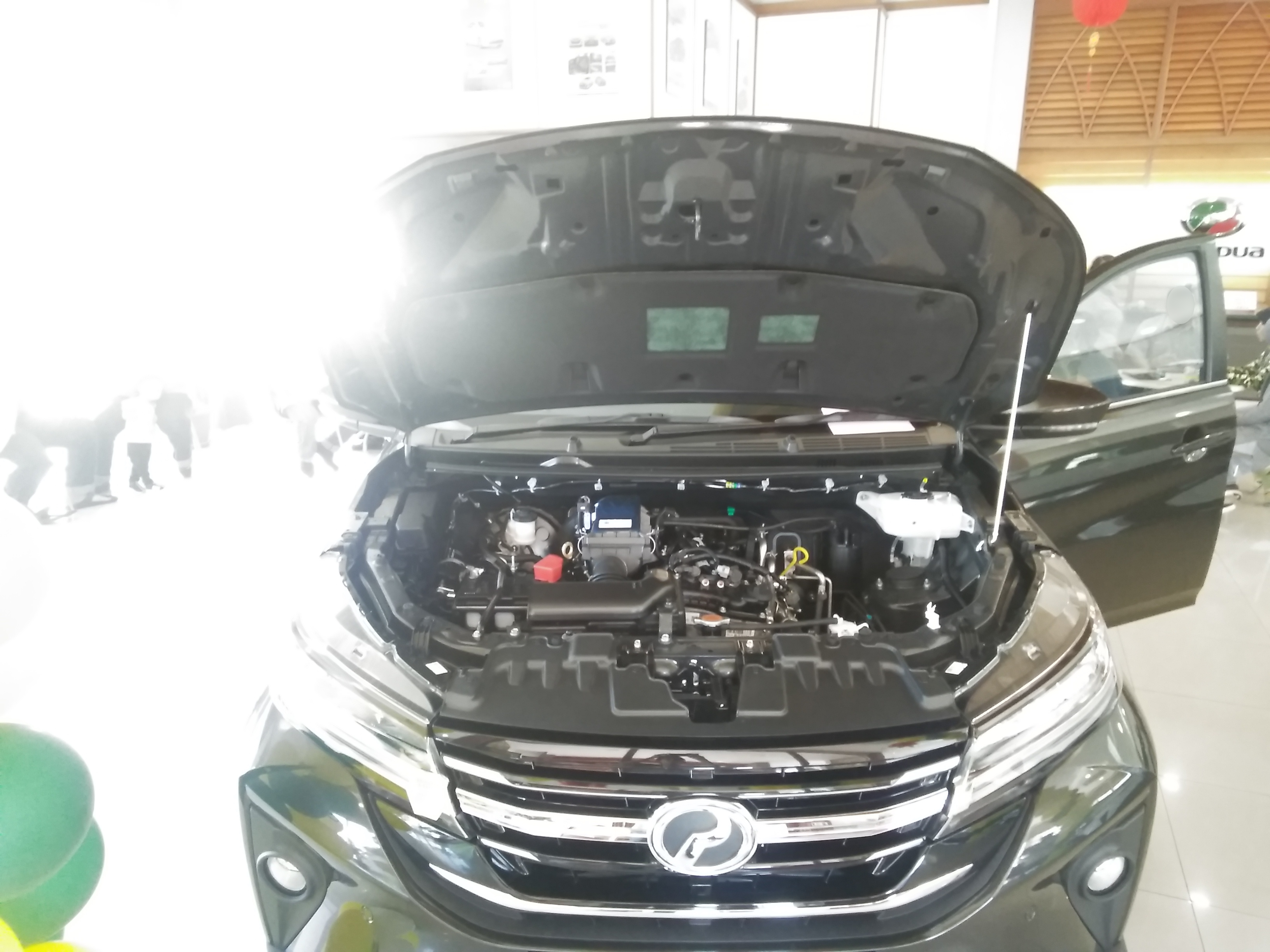
Моторный отсек
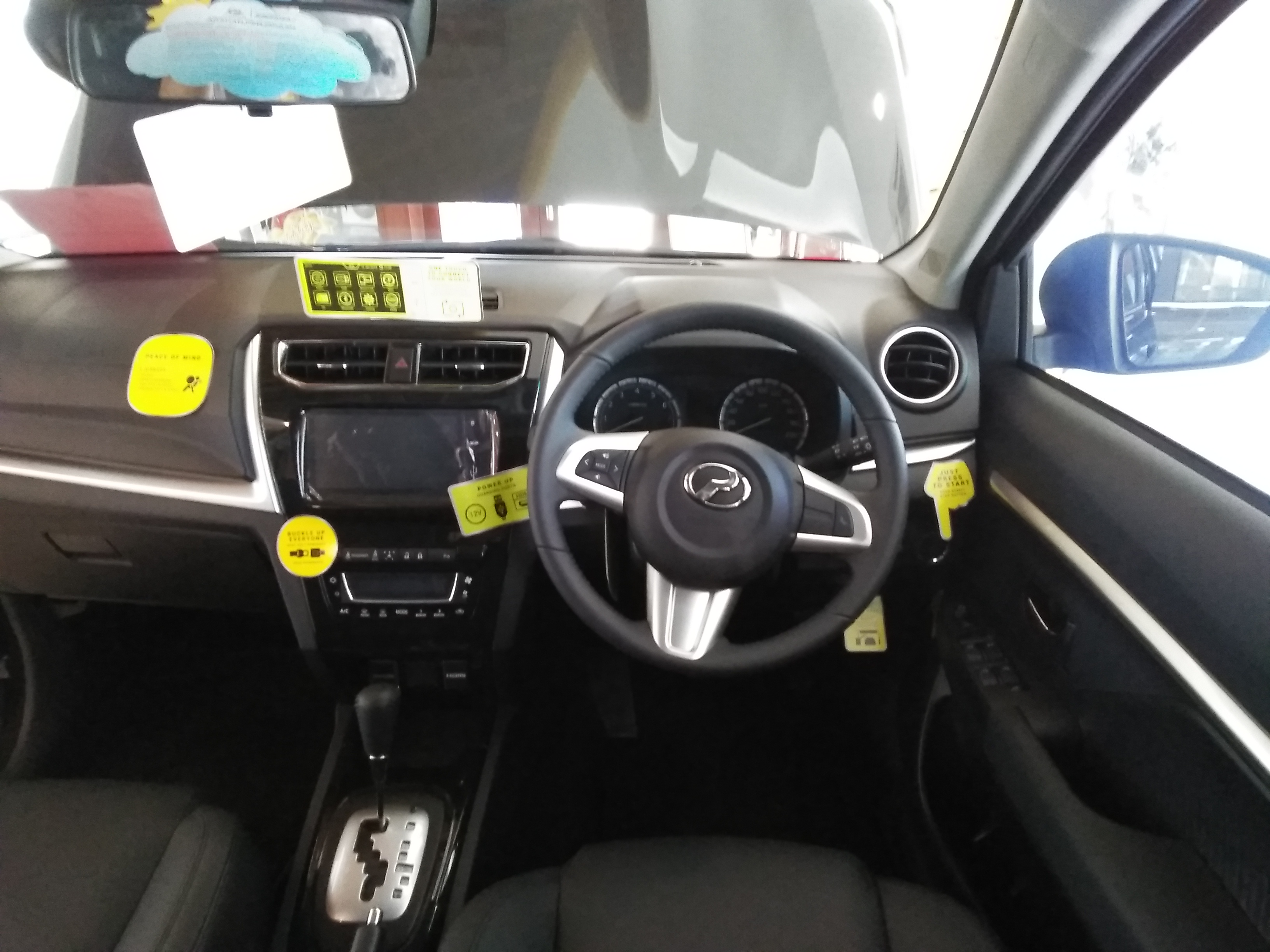
Интерьер